# Medium Term Note
En Medium Term Note, förkortat MTN, är ett löpande skuldebrev som vanligtvis förfaller till återbetalning inom fem till tio år efter att det emitterats. Löptiden kan dock i enskilda fall variera betydligt, från cirka ett år och ända upp mot trettio till femtio år.
Utgivningen av MTN-obligationer sker ofta inom ramen för ett så kallat MTN-program, vars syfte är att förse emittenten med en kontinuerlig finansieringskälla utan att vid varje tillfälle behöva upprätta en omfattande legal dokumentation från grunden. Många stora företag finansierar sig genom MTN-program, men även länder kan använda detta som ett av flera instrument för att nå kapitalmarknaden.